# 1746 en philosophie
Chronologie de la philosophie
- 1742
- 1743
- 1744
- 1745
- 1746
- 1747
- 1748
- 1749
- 1750

L’année 1746 a été marquée, en philosophie, par les événements suivants :

## Publications
- Étienne Bonnot de Condillac : 'Essai sur l'origine des connaissances humaines.
- Diderot : Pensées philosophiques

### Rééditions
- Jean Domat :  « Les Loix civiles dans leur ordre naturel ; le droit public, et legum delectus » par M. Domat, avocat du roi au siège présidial de Clermont en Auvergne. Nouvelle édition. À Paris, chez la veuve Cavalier, rue S. Jacques, au lis d'or. 1746 (édition la plus complète 3 volumes en 1 tome in-folio)

## Décès
- 8 août à Glasgow en Grande-Bretagne : Francis Hutcheson, né le 8 août 1694 à Drumalig en Irlande dans une famille de presbytériens écossais, un philosophe irlando-britannique et l’un des pères fondateurs des Lumières écossaises.